# Banque de développement d'Afrique du Sud
La Banque de développement d'Afrique australe est une institution du développement de la finance qui appartient entièrement au gouvernement de l'Afrique du Sud qui se concentre sur les investissements et les partenariats publics et privés dans le secteur des finances. Environ 86 % des prêts sont affectés au développement de l'infrastructure dans l'ensemble de l'Afrique subsaharienne.
La banque finance également des projets jeunes dont le succès n'est pas assuré. Parmi les entreprises, la banque a financé Mzoli's, un bar-restaurant et lieu de rencontre dans le bidonville de Gugulethu à l'extérieur du Cap.